# Los Órganos
Los Órganos este o arie protejată (arie specială de conservare — SAC, sit de importanță comunitară — SCI) din Spania întinsă pe o suprafață de 149,7 ha, integral pe uscat.

## Localizare
Centrul sitului Los Órganos este situat la coordonatele 28°12′48″N 17°16′05″W / 28.2132°N 17.268°V.

## Înființare
Situl Los Órganos a fost declarat sit de importanță comunitară în octombrie 1999 pentru a proteja un număr necunoscut de specii din flora spontană și fauna sălbatică aflate în arealul zonei. Situl a fost protejat și ca arie specială de conservare în ianuarie 2010.

## Biodiversitate
Situată în ecoregiunea , aria protejată conține 4 habitate naturale: Tufărișuri termo-mediteraneene și de pre-deșert, Faleze cu floră endemică de pe coastele macaroneziene, Pajiști macaroneziene cu vegetație endemică, Păduri endemice cu Juniperus spp..
La baza desemnării sitului se află un număr nedeclarat de specii protejate.